# Крест Военных заслуг (Испания)
Орден Военных заслуг (исп. Orden del Mérito Militar) — государственная военная награда Королевства Испания.

## История
Орден был учреждён 3 августа 1864 года королевой Испании Изабеллой II, для награждения офицеров испанских войск в ходе военных действий в Северной Африке, против Перу и Чили, а также британо-французской интервенции в Мексику.
Первоначально орден имел пять классов: Большой крест, кресты с I по IV классы.
Орденские эмиссии производились в 1931, 1936, 1942, 1970, 1977 годах, 28 июля 1995, и 1 августа 2003 года.
После последней эмиссии орден имеет четыре дивизиона по две степени в каждой: Большой крест и крест.

## Описание
Знак ордена степени Большого креста — равноконечный прямой крест c королевским гербом в круглом щите в центре. Крест при помощи звена в виде королевской короны подвешивается к орденской широкой ленте, которая одевается через правое плечо.
Звезда степени Большого креста представляет собой равноконечный прямой крест под королевской короной c королевским гербом в круглом щите в центре, наложенный на восьмиконечную золотую звезду. На звезду, между перекладинами креста наложены серебряные изображения замка (символа Кастилии) и льва (символа Леона). Цвет эмали креста в зависимости от дивизиона:
- — Красный крест (Distintivo rojo) — за заслуги в военное время на поле брани.
- — Белый крест (Distintivo blanco) — за заслуги в мирное время или в военное время в тылу.
- — Белый крест с жёлтыми полосками (Distintivo amarillo) — тяжёлые ранения (увечья) или смерть при исполнении обязанностей.
- — Белый крест с голубыми полосками (Distintivo azul) — за заслуги в операциях под эгидой ООН или других международных организаций.

Знак креста представляет собой равноконечный прямой крест c королевским гербом в круглом щите в центре. Крест при помощи звена в виде королевской короны подвешивается к орденской ленте и носится на груди. Эмаль креста и лента соответствует одному из четырёх дивизионов.
- — красный крест
- — белый крест
- — белый крест с жёлтыми полосками
- — белый крест с голубыми полосками

| Большой крест - Красный дивизион | Большой крест - Белый дивизион с синими полосками | Большой крест - Белый дивизион с жёлтыми полосками | Большой крест - Белый дивизион |
| Крест - Красный дивизион         | Крест - Белый дивизион с синими полосками         | Крест - Белый дивизион с жёлтыми полосками         | Крест - Белый дивизион         |